# چارلز تیرل جایلز
چارلز تیرل جایلز (انگلیسی: Charles Tyrrell Giles; ۲ فوریهٔ ۱۸۵۰ – ۱۶ ژانویهٔ ۱۹۴۰) سیاستمدار، و بازیکن فوتبال اهل بریتانیا بود.
وی همچنین برندهٔ جوایزی همچون شوالیه (عنوان) شده‌است.
از باشگاه‌هایی که در آن بازی کرده‌است می‌توان به باشگاه فوتبال واندررز اشاره کرد.